# Манастир Добрићево
Манастир Добрићево је манастир Епархије захумско-херцеговачка и приморске Српске православне цркве који се налази у селу Орах, на 12 km од Билеће, општина Билећа. Манастир је саграђен у првој половини 13. вијека.
Старешине манастира Добрићева били су: Воскресија Станојевић (1955—1986), Симеон Биберџић (1993—2009), Текла Даскалаки (2009—данас).

## Положај и прошлост
Манастир Добрићево се налази са леве стране магистралног пута Билећа-Требиње, око 12 км јужно од Билеће. Првобитно се налазио покрај саме реке Требишњице у Добрићевском селу. Подигнут је на темељима ранохришћанске базилике, према манастирином печату из 1232. године. Године 1965. је услед изградње бране Грнчарево, у оно време скупим и веома сложеним конзерваторским захватом манастир пренесен на садашњу локацију. Преношење је извршено у оквиру пројекта спасавања споменика културе и уметности из потопљеног подручја реке Требишњице, који су реализовали стручњаци Завода за заштиту споменика СР БиХ и Станфорд универзитета из Лос Анђелеса (САД). Поред цркве на нову локацију се пренесени и неки помоћни манастирски објекти, гробови са споменицима, као и Црква Св. Николе са Нистихаља, која се данас уклапа у јединствен архитектонски комплекс манастира Добрићево.
Манастир је изграђен у првој половини 13. вијека на темељима раније ранохришћанске базилике. Градњу манастира Добрићево предање везује за Немањиће и за цара Константина и његову мајку Јелену. Најстарији сачувани документ о манастиру потиче из средине 17. вијека.

## Страдање
Манастир Добрићево је опљачкан 1549. и 1680. године, а унутрашњост манастира је два пута спаљивана 1672. и 1914. године. Животопис је доста страдао када су Аустријанци запалили цркву 1914. године.
У 19. вијеку манастир су опсједали мјесне муслиманске кабадахије. Муслимани Корјенићи су пљачкали и убијали по свом нахођењу. Муса Шеовић је радо долазио са својим Корјенићима и пријетио иноцима. Једном приликом скинуо је са себе ђечерму оковану сребром (токе), и окачио је на царске двери олтара. Рекао је да ће одсјећи главу оном ко скине ћечерму. Када је чуо за то неки Мијајло Анђелић, дошао је у манастир са својим друштвом и скинуо са царских двери одјевни предмет и бацио га Шеовићу. Када је видио Муса да је више хришћана него његових изјавио је да је он те токе донио манастирској цркви на дар. Да није било Анђелића иноци би пострадали. Касније, године 1856. усред дана Шеовић је из објести убио инока тог манастира свештеноинока Спиридона.

## Храм
Манастирска црква посвећена Ваведењу Пресвете Богородице изграђена је од мјесног камена кречњака. Посебно је интересантна за проучавање историје архитектуре, јер сликовито илуструје преплитање два стила: рашког у основи цркве и готског у надградњи, насталих под утицајем рашке архитектонске школе и дубровачке закашњеле готике. Садашњи животопис у храму је радило више мајстора. Мајстор Георгије Митрофановић је крајем 16. вијека и почетком 17. вијека преко старијих стјенописа осликао зидове манастира. Према сачуваним записима, манастирске стјенописе је осликавао и мајстор Теодосије. Садашњи црквени иконостас је 1745. године осликао зограф Рафаило Димитријевић из Рисна. Прилоком премјештања манастира 1965. године, испод слоја стјенописа су пронађени остаци старијих стјенописа. Повјесничари умјетности сматрају да манастирски стјенописи представљају најљепшу цјелину српског живописа тога времена. У манастиру се чувају свете мошти, рука непознатог светитеља окована у позлаћену сребрну наруквицу из једног комада.